# SNCF BB 9003 und 9004
Die BB 9003 und 9004 waren französische Elektrolokomotiven der SNCF aus den Jahren 1952 und 1954, die als Testlokomotiven für den Bau einer größeren Serie von vierachsigen Lokomotiven in Drehgestellbauweise gedacht waren. Beide Lokomotiven entstanden gleichzeitig mit den BB 9001 und 9002, im Gegensatz zu diesen waren sie jedoch von französischen Firmen hergestellt worden. Die BB 9004 hat 1955 den Weltrekord auf Schienen mit einer Geschwindigkeit von 331 km/h aufgestellt.

## Geschichte

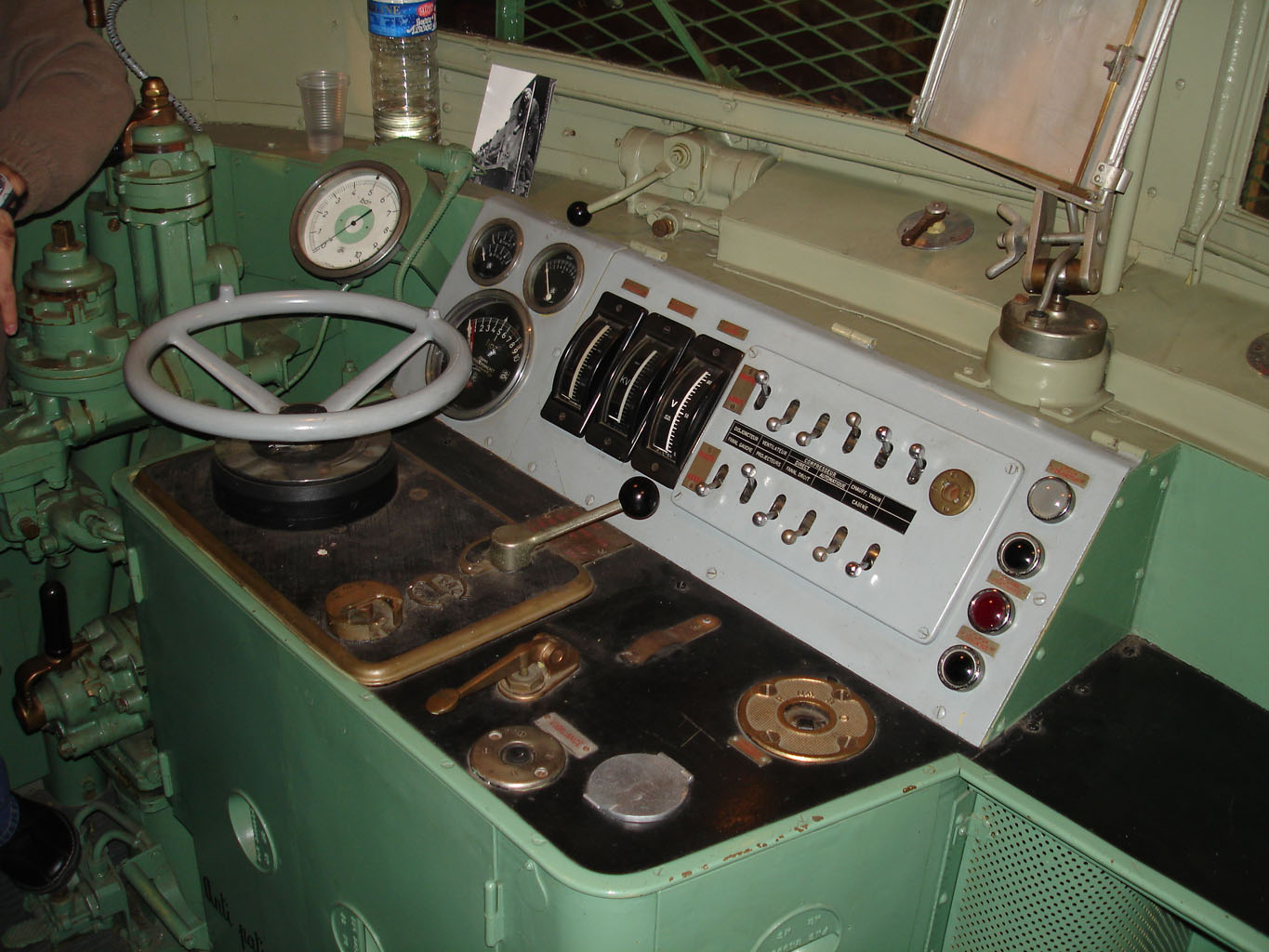
Blick in den Führerstand der BB 9004

Nach 1945 folgte die französische Staatsbahn SNCF dem von den Schweizerische Bundesbahnen ausgehendem Trend und fertigten laufachslose elektrische Lokomotiven mit Drehgestellen. Im Gegensatz zu den sechsachsigen SNCF CC 7100, bei denen zwar eine ruhigere Lage im Gleis, jedoch ein Verschleiß bei Kurvenfahrt erwiesen war, sollten leichtere Maschinen mit der Achsfolge B’B’ für den Schnellzugdienst entstehen. Von diesen wurden 1953 gleichfalls vier Prototypen für eine später folgende größere Serie gebaut.
Während die BB 9001 und 9002 bei SLM Winterthur entstanden, wurden die BB 9003 und BB 9004 bei Jeumont-Schneider gefertigt und erhielten lediglich Zurüstteile von der Maschinenfabrik Oerlikon. Neben der runden Karosserieform besaßen die Lokomotiven eine Teilverkleidung im unteren Teil des Frontbereiches und zahlreiche Zierleisten. Für die Form und die äußere Gestaltung des Lokomotivkastens zeichnete Paul Arzens verantwortlich. Technisch war bei ihnen zum ersten Mal ein Kardanantrieb verwendet worden, die Drehgestelle sind geschweißte Konstruktionen von André Jacquemin.
Mit diesen vier Lokomotiven wurden ausführliche Testfahrten durchgeführt, wobei beide französischen Lokomotiven 1955 einige innovative Tests von internationalen Rang durchführten. Während die BB 9003 am 31. März 1955 die erste Lokomotive auf der Welt war, die auf der Strecke von Paris nach Dijon mit Fernsteuerung verkehrte, kam der BB 9004 die Ehre zuteil, die Weltrekordfahrten der SNCF am 28./29. März 1955 zusammen mit der CC 7107 durchzuführen.

## Weltrekordfahrt aus dem Jahr 1955

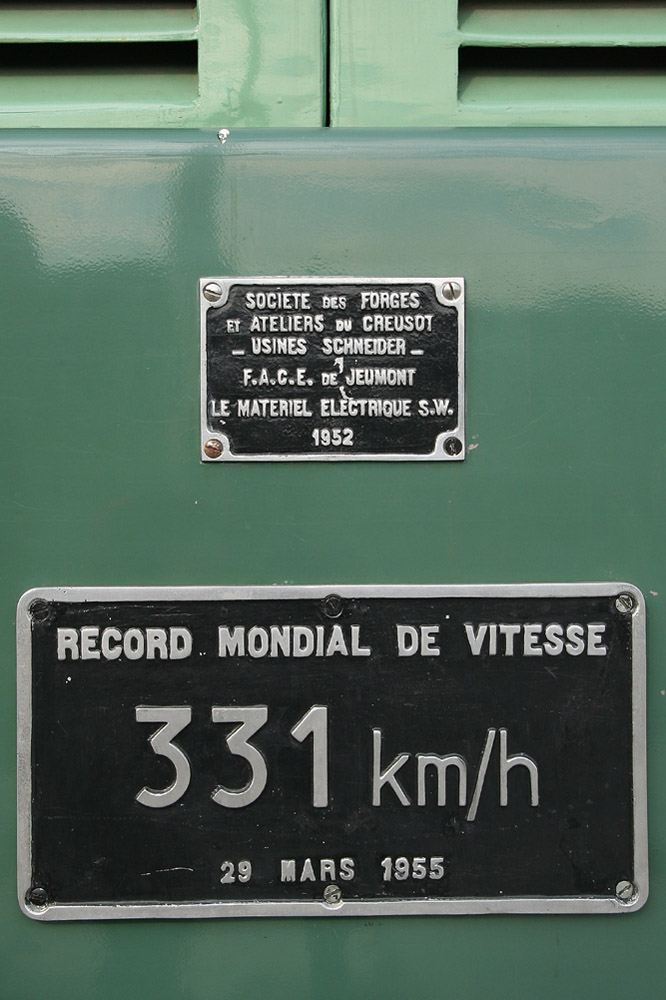
Fabrikschild und Plakette über die Weltrekordfahrt aus dem Jahr 1955

Um Erkenntnisse über die Grenzen der Geschwindigkeit und einen Vergleich der beiden Laufwerkkonstruktionen von laufachslosen Drehgestellen und der Stromübertragung auf die Lokomotiven zu bekommen, wurden die Weltrekordfahrten 1955 durchgeführt, die von der BB 9004 schließlich am 29. März 1955 mit 331 km/h Höchstgeschwindigkeit erfolgreich abgeschlossen wurden. Auch weil die Rekordfahrten fast ein Jahr lang intensiv vorbereitet wurden, konnten wertvolle Erkenntnisse im Eisenbahnbetrieb für die Grenzen des Machbaren gewonnen werden.
An den Vorbereitungen nahm die BB 9003 mit teil. Durch zahlreiche Laufversuche auf dem Prüfstand getestet, ergab sich für die BB 9004 ein Antrieb mit einem Übersetzungsverhältnis von 0,849, der für eine Geschwindigkeit von über 400 km/h ausgelegt worden war. Die vorhandenen Speichenräder der BB 9004 wurden gegen Monobloc-Räder mit einer Raddicke von 140 mm ausgetauscht, die für den gleichen Durchmesser von Turbinenrädern mit einer Umfangsgeschwindigkeit von 100 m/s ausgelegt waren. Besonderer Wert wurde auf die Stromübertragung von 4.000 A bei den Stromabnehmern und der Stromrückführung über die Räder von 1.000 A bei den Fahrmotoren gelegt, unter anderem erhielten die Fahrmotoren Kohlebürsten mit vielfach höherer Qualität als für den Normalbetrieb. Die Stromabnehmer wurden durch eine Sonderkonstruktion mit vier Schleifleisten für eine größere Abstreichbreite ausgelegt, sämtliche beweglichen Teile der Stromabnehmer wurden durch Messsender überwacht, um bei Fahrt etwaige Bewegungen der Fahrleitung auf der Lok nachvollziehen zu können.
Die Befestigung der Stromabnehmer wurden im Windkanal getestet. Die Herablasszeit des Stromabnehmers wurde von zwölf auf eine Sekunde und die Zeit des Hochfahrens der Stromabnehmer von zehn auf sechs Sekunden geändert, um auf Störungen besser reagieren zu können. Es durfte nur mit einem angelegten Stromabnehmer gefahren werden. Um einen Funkenflug bei der Rückleitung über die Schienen zu vermeiden, wurde eine mobile Verbindungsleitung zwischen den Rädern der Lok und der Wagen installiert. Die Übertragung von den Achslagern geschah über Schleifkontakte. Nicht zuletzt wurde Wert auf die Verbesserung der Aerodynamik durch spezielle Umhüllungen zwischen Lokomotive und Wagen gelegt.
Trotz dieser intensiven Vorbereitungen blieb ein Restrisiko für die Fahrt mit den hohen Geschwindigkeiten erhalten. So waren z. B. die Bewegungen der Fahrleitung bei Temperaturen über 20 °C so groß, dass die Fahrten nur bei niedrigen Temperaturen erlaubt waren und die Fahrleitung ständig beobachtet werden musste. Der Funkenflug am Stromabnehmer war trotzdem enorm, und die BB 9004 konnte die 331 km/h nur erreichen, weil sie nach dem Durchschmelzen der Schleifleisten eines Stromabnehmer noch den zweiten Stromabnehmer mit der kurzen Zuschaltzeit zur Verfügung hatte. Beim Abbremsen der vierachsigen Lokomotive schlingerte diese so stark, dass es auf einigen Gleisabschnitten zu starken Gleisverwerfungen kam.

## Verbleib

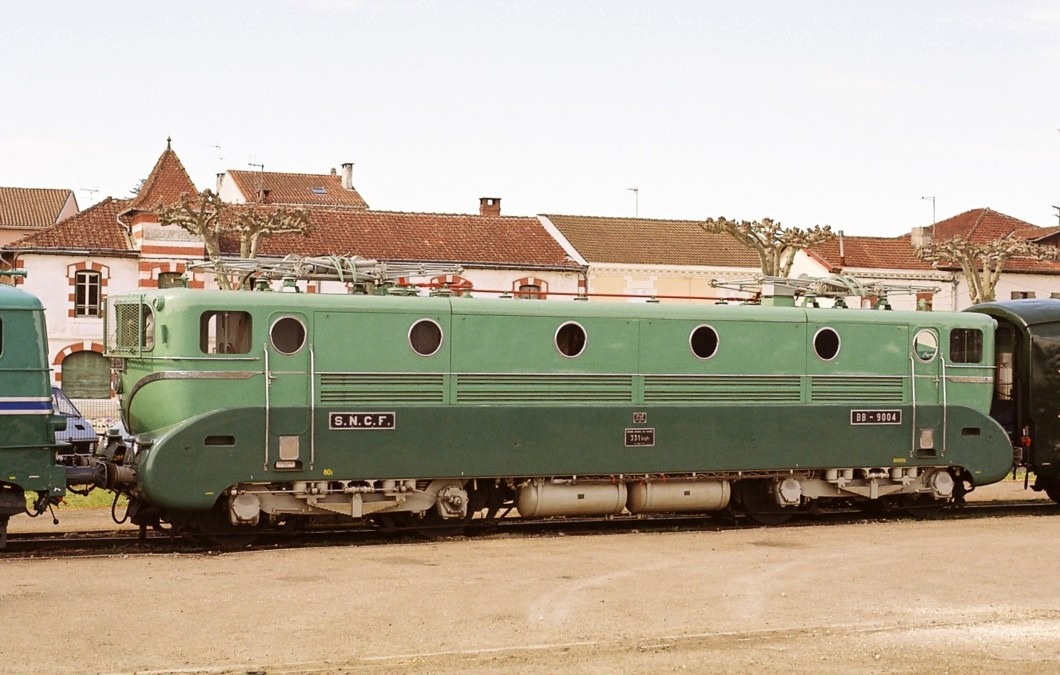
BB 9004 zusammen mit der CC 7107 im Bahnhof Morcenx, dem Endpunkt der Rekordstrecke von 1955

Die Erkenntnisse bei den Prototyplokomotiven führten zu wertvollen Erfahrungen bei der Konstruktion und Fertigung der BB 9200, BB 16000, BB 20100 und vieler anderer. Die BB 9003/9004 wurden einige Jahre noch im Bedarfszugdienst verwendet. Am 24. Januar 1973 wurden sie ausgemustert. Da die Weltrekordlokomotive beschädigt war, wurde BB 9003 als „BB 9004“ wieder aufgebaut und hat heute neben der CC 7107 ihren Platz im Eisenbahnmuseum Mülhausen. („BB 9004“ hat den Rahmen und mechanische Einrichtungen von 9003 und den Kasten von 9004)